# Temple protestant de Montigny-lès-Metz
Le temple protestant de Montigny-lès-Metz est un édifice de culte, situé à l’angle de la rue de Pont-à-Mousson et de la rue des Loges, dans l’agglomération messine.

## Contexte historique
Pendant l’annexion, Metz se transforme sous l’action des autorités allemandes qui décident de faire de son urbanisme une vitrine de l’empire wilhelmien. L’éclectisme architectural se traduit par l’apparition de nombreux édifices de style néoroman tels la poste centrale, le temple neuf ou une nouvelle gare ferroviaire ; de style néogothique tels le portail de la cathédrale et le temple de garnison, ou encore de style néo-Renaissance tel le palais du Gouverneur.
À partir de 1870, l’implantation des ateliers des chemins de fer a entraîné une arrivée massive de familles protestantes cheminotes, notamment d’origine germanique et venant d’Alsace, sur le territoire montignien.

## Construction et aménagements
En 1886, un comité se forme autour du projet de construction d'un temple. Le projet est confié à l'architecte Ph. Reb. Les financements étant insuffisants, il faut attendre 1892, pour que la première pierre de l'édifice soit posée. Le 6 décembre 1894, on annonçait dans la presse le report de l’inauguration du temple au jeudi 12 décembre, car les orgues commandées à Stüger n’étaient pas entièrement prêtes, et que les trois cloches avaient un ton supérieur à celui stipulé par contrat. L'inauguration a finalement lieu à Noël 1894 à l’époque wilhelmienne
On a appliqué ici les principes liturgiques développés par le théologien strasbourgeois Frédéric Spitta.  
Comme le temple de Garnison de 1875, l’édifice est construit dans un style néo-gothique. L’église est construite en pierre de Jaumont, la pierre locale, et non en grès comme les édifices publics de l’époque. L’ensemble, qui repose sur la tour-clocher centrale, est harmonieux.  

### Le clocher

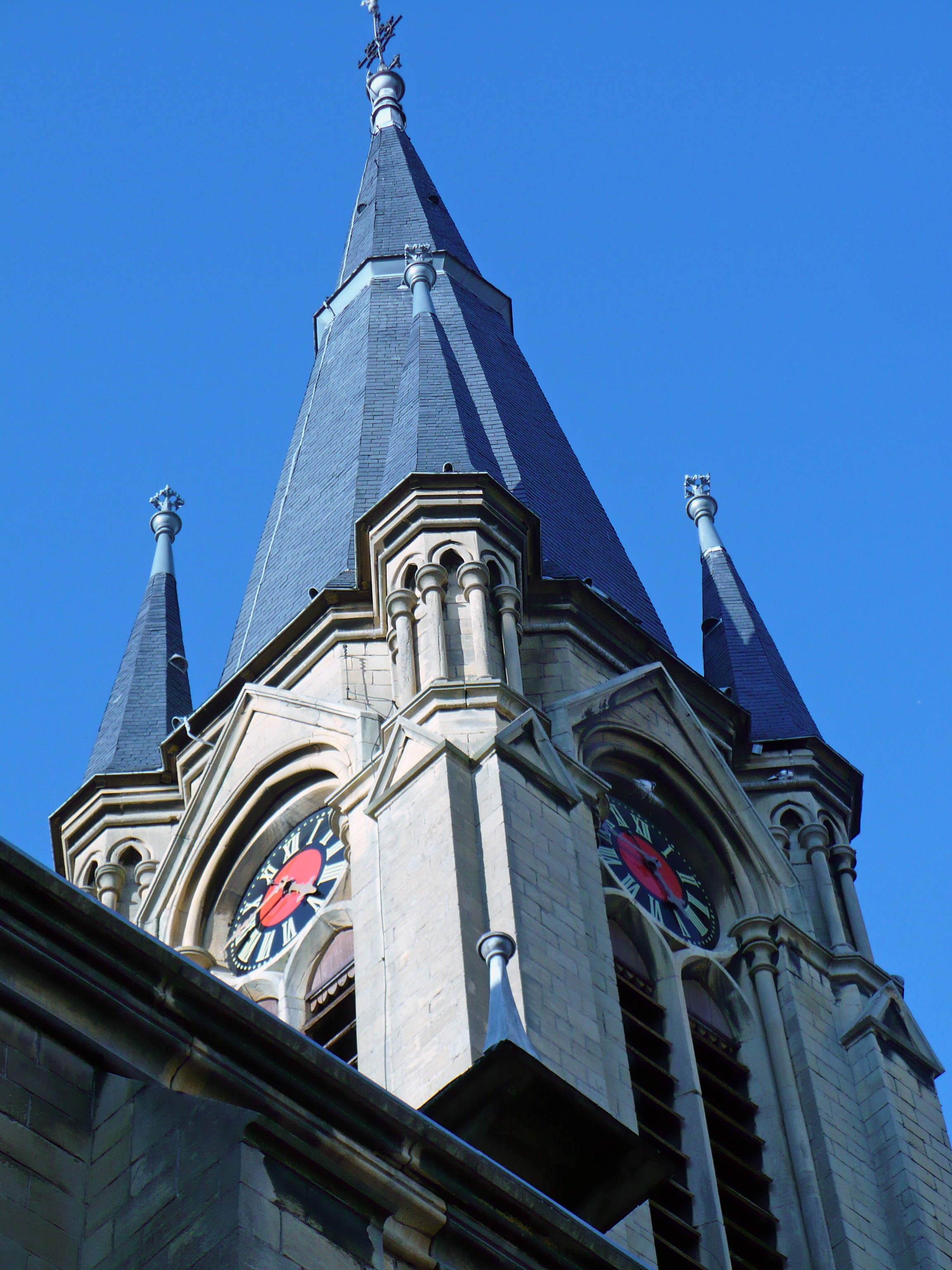
Le clocher du temple et ses horloges (2009)

Le clocher, haut de cinquante mètres, est remarquable.    
Au chevet, deux tourelles se logent entre le chœur et les croisillons du transept, une disposition évoquant les églises ottoniennes.   
Le 7 juillet 1917,les cloches sont fondues pour les besoins de l'armée allemande. Elles sont remplacées par des tampons de wagons, sur lesquels sont frappées les heures et qui servent à appeler les fidèles aux offices. De nouvelles cloches seront installées en 1930: la cloche de la paix et la cloche Gustav Adolf, dans le temps redevenu français. Les trois cloches sonnent en mi 3 - fa# 3 - la 3,  
La tour-clocher est centrale. Elle possède une horloge du fabricant allemand J.F. Weule, laquelle indique toujours l’heure depuis cette époque, grâce à ses transformations successives. Ses roues sont en bronze. Elle a été livrée par l’horloger Alphonse Meess de Metz et construite par la fabrique d’horloges publiques Weule de Bockenem en Basse-Saxe.   
Jusque dans les années 1960, une personne du conseil presbytéral était désignée chaque semaine pour remonter les contre poids pour que l’horloge fonctionne. Le système a été automatisé depuis. La vieille horloge a alors été conservée dans son armoire en bois. Elle a été restaurée par la Maison Bianchi de Maizières-lès-Metz. Le superbe mécanisme a alors été installé et mis en valeur dans une nouvelle armoire en bois placée dans la nef.

### Les vitraux

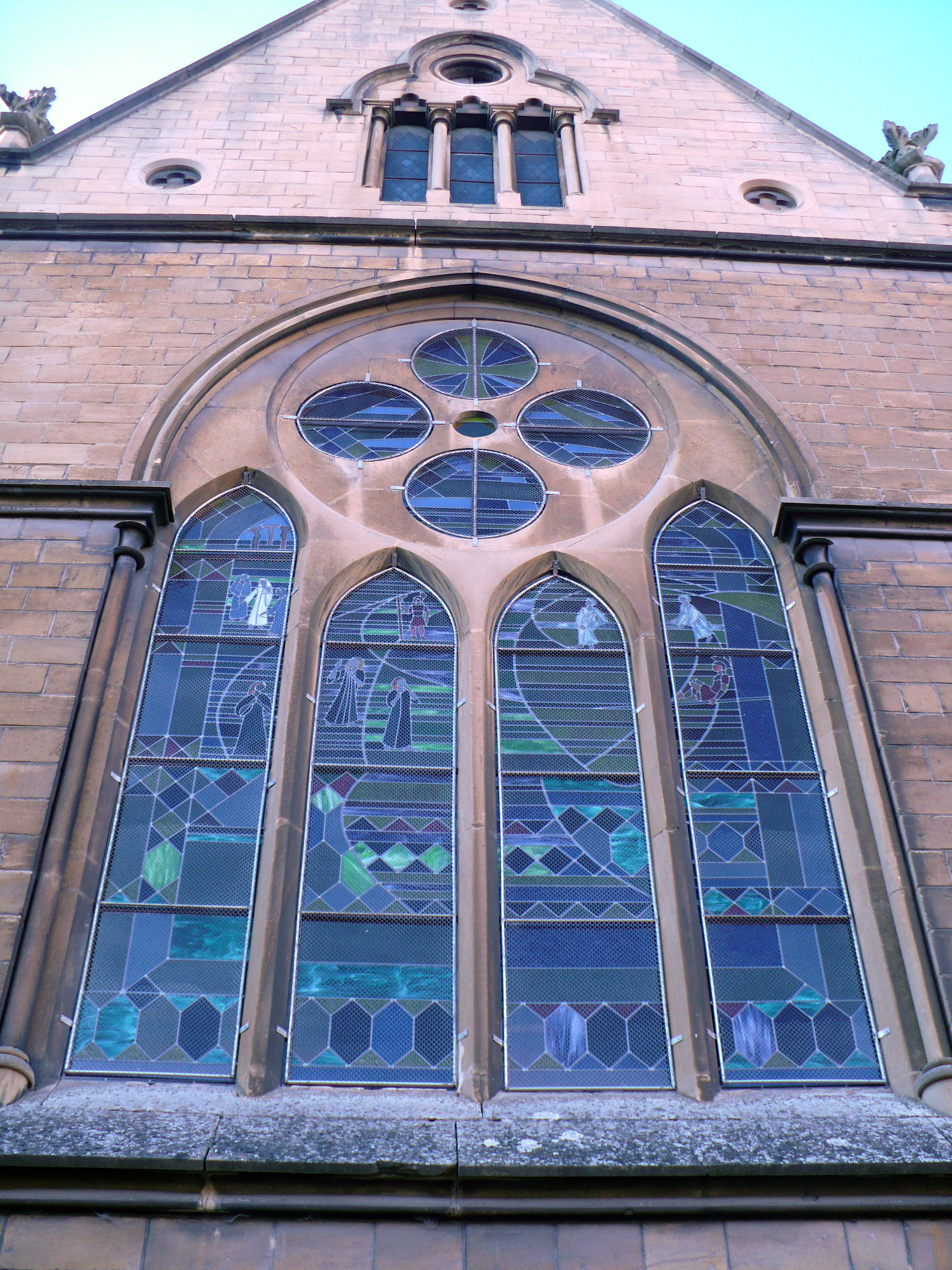
Les vitraux du temple depuis l'extérieur (2009)

Les vitraux ont été imaginés entre 2000 et 2010 par le pasteur Anne-Lise Salque (pasteur à Montigny pendant dix ans, puis aux temples de Rombas et de Thionville) et de l’artiste-peintre en vitrail, Yvonne Maury. 
Six vitraux illustrent la naissance de Jésus au grand banquet du royaume : 
- La naissance de Jésus
- Jésus marche sur l’eau
- Grand vitrail de pâques
- Grand vitrail de pentecôte
- La femme adultère
- Le Grand banquet.

### L'intérieur
À l'intérieur règne une simplicité teintée d'élégance. Celle-ci est due à la fois aux lignes architecturales, à l'élévation du vaisseau à nef unique animée d'arcatures aveugles et aux tribunes localisées sur le revers de la façade et dans les croisillons du transept.  
Au-dessus de la porte d'entrée, un très beau crucifix porte un Christ souffrant : les quatre bras de la croix sont timbrés des symboles des Évangélistes.  
À l'intérieur, la nef est bien éclairée par des fenêtres à deux ou quatre lancettes, surmontées d'oculi. La voûte sur croisées d'ogives, repose sur des colonnettes engagées, à chapiteaux sculptés de motifs végétaux. À la jonction de la nef et du transept, les différents éléments de la voûte à croisée d'ogives sont reçus par des colonnes tronquées se terminant par des culots floraux. Culots et chapiteaux se réfèrent au premier gothique Les tribunes prennent place au revers de la façade et dans les croisillons du transept .  
L’immense crucifix placé sur le mur du fond provient du temple de Garnison après l'incendie de ce dernier.  
Sur le mur, à l'arrière de la table de communion, quatre médaillons contiennent les symboles des Évangélistes, délicatement peints sur fond de ciel, lesquels rappellent la prééminence de la Parole.. 

### L'orgue

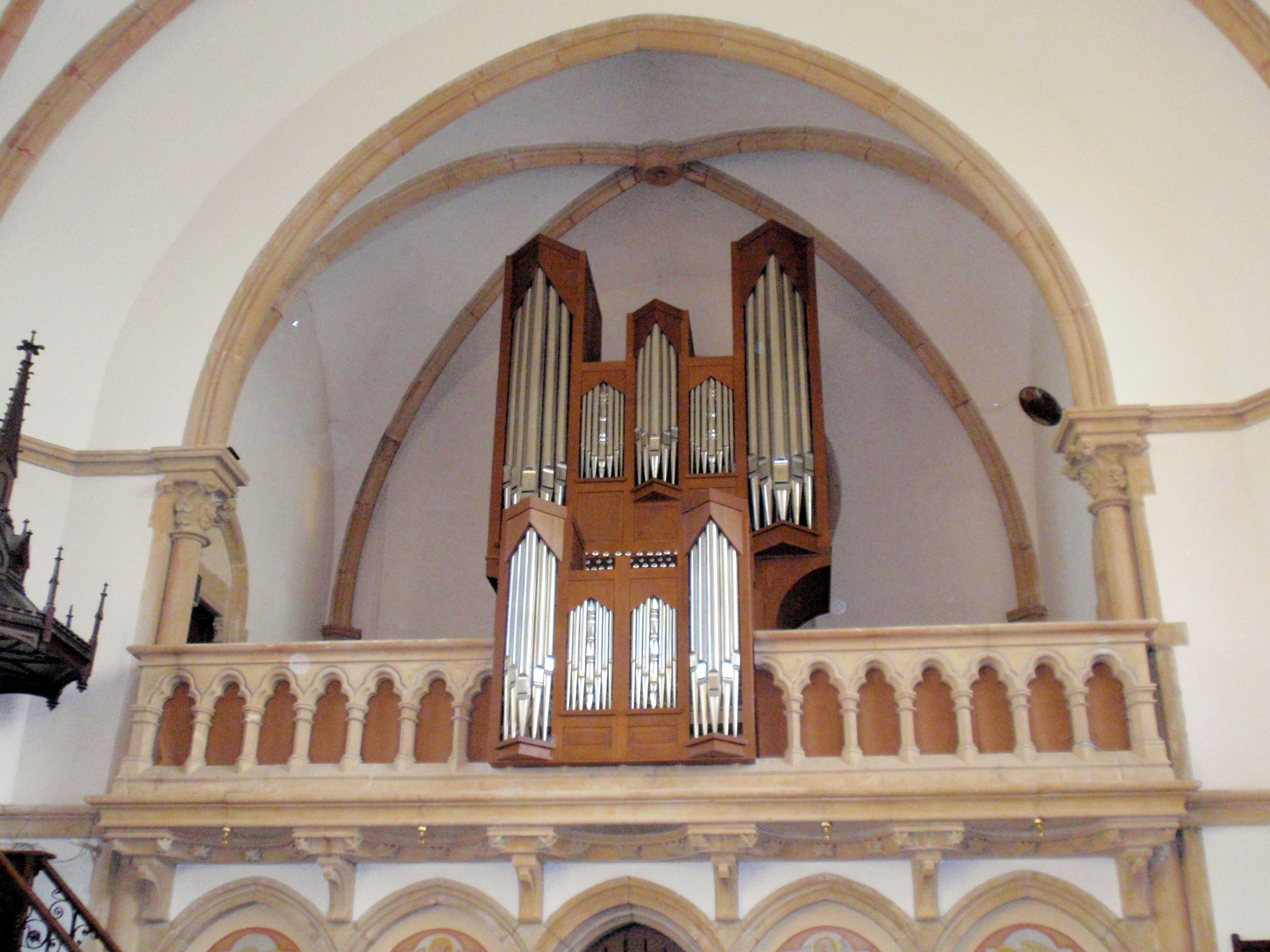
Le buffet d'orgue

Le chœur est fermé dans sa partie supérieure par une balustrade en pierre finement ajourée qui détermine une tribune destinée aux orgues. Sous les orgues se trouve la table de communion, la chaire, munie d'une belle rampe de fer forgé aux rinceaux délicats, est rejetée vers la gauche, les fonts baptismaux vers la droite.
L’orgue est construit en 1987 par le facteur d'orgue François Delangue et a été restauré en 2009. 
Sa console est composée de deux claviers et d'un pédalier.
| - Bourdon 8' - Montre 4' - Doublette 2' - Larigot 1' 1/3 - Cromorne en bois 8' | - Montre 8' - Flûte en bois 8' - Prestant 4' - Nazard 2' 2/3 - Flûte 2' - Tierce 1' 3/5 - Fourniture IV rgs - Trompette 8' - Dulzaina 8' | - Soubasse 16' - Bourdonbasse 8' - Posaune 16' - Basson 8' |

## Affectations successives

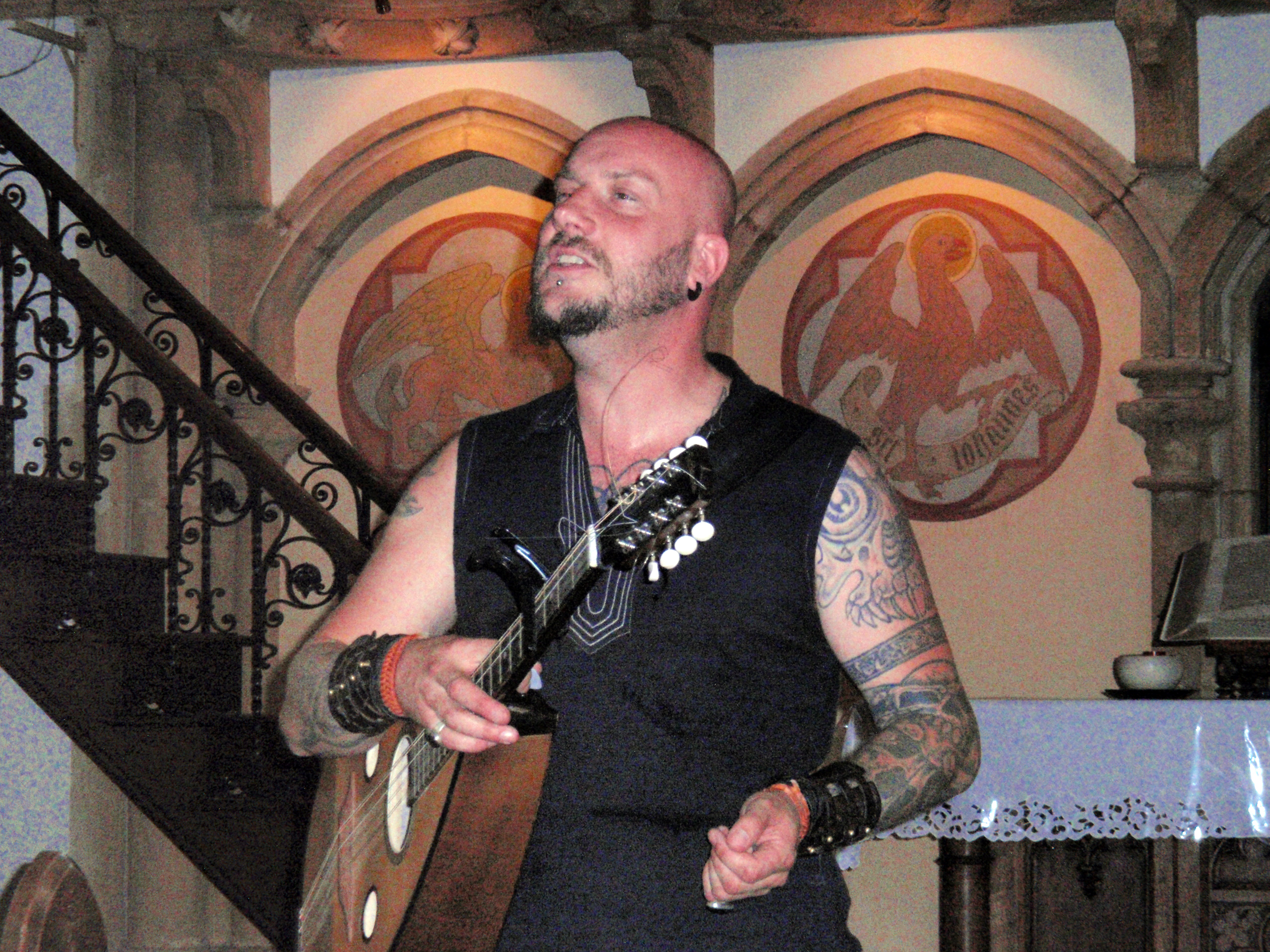
Luc Arbogast en concert en 2010 avec deux médaillons évangélistes en arrière plan

Dès sa construction, le temple servait à la fois pour les militaires et les civils. 
Aujourd’hui, l’édifice est toujours utilisé pour le culte réformé, ainsi que lors de concerts.
Montigny-lès-Metz, Metz, Marly, Moulins-lès-Metz se partagent ses frais d’entretien.